# 阿图尔·利拉
阿图尔·塞萨尔·佩雷拉·利拉（英語：Arthur César Pereira de Lira，1969年6月25日— ），巴西律师、农民、企业家和政治家, 巴西进步党成员，阿拉戈斯州在巴西联邦众议院的代表，自 2021 年 2 月起任巴西众议院议长。